# Cámara de Representantes de Vermont
La Cámara de Representantes de Vermont es la Cámara Baja de la Legislatura Estatal del Estado de Vermont, Estados Unidos. 

## Composición
La Cámara está conformada por 150 representantes por aproximadamente cada 4,100 habitantes electos por un período de dos años reeligibles indefinidamente.

## Integrantes
| Distrito                   | Representante            | Partido                    | Residencoa           | Elección         |
| -------------------------- | ------------------------ | -------------------------- | -------------------- | ---------------- |
| Addison-1                  | Betty Nuovo              | Demócrata                  | Middlebury           | 1996 (1981–1990) |
| Addison-1                  | Amy Sheldon              | Demócrata                  | Middlebury           | 2014             |
| Addison-2                  | Willem Jewett            | Demócrata                  | Ripton               | 2002             |
| Addison-3                  | Diane Lanpher            | Demócrata                  | Vergennes            | 2008             |
| Addison-3                  | Warren Van Wyck          | Republicano                | Ferrisburgh          | 2013†            |
| Addison-4                  | Fred Baser               | Demócrata                  | Lincoln              | 2000             |
| Addison-4                  | David Sharpe             | Republicano                | Bristol              | 2014             |
| Addison-5                  | Harvey Smith             | Republicano                | New Haven            | 2010             |
| Addison-Rutland-1          | Allison Eastman          | Independiente              | Orwell               | 2014             |
| Bennington-1               | Bill Botzow              | Demócrata                  | Bennington           | 2002             |
| Bennington-2-1             | Timothy Corcoran II      | Demócrata                  | Bennington           | 2002             |
| Bennington-2-1             | Rachael Fields           | Demócrata                  | Bennington           | 2014             |
| Bennington-2-2             | Ruqaiyah Morris          | Demócrata                  | Bennington           | 2014             |
| Bennington-2-2             | Mary Morrissey           | Republicano                | Bennington           | 1996             |
| Bennington-3               | Alice Miller             | Demócrata                  | Shaftsbury           | 1996             |
| Bennington-4               | Steven Berry             | Demócrata                  | Manchester           | 2014             |
| Bennington-4               | Cynthia Browning         | Demócrata                  | Arlington            | 2006             |
| Bennington-Rutland-1       | Patti Komline            | Republicano                | Dorset               | 2004             |
| Caledonia-1                | Marcia Martel            | Republicano                | Waterford            | 2014             |
| Caledonia-2                | Joseph Troiano           | Demócrata                  | East Hardwick        | 2014             |
| Caledonia-3                | Scott Beck               | Republicano                | St. Johnsbury        | 2014             |
| Caledonia-3                | Robert South             | Demócrata                  | St. Johnsbury        | 2008             |
| Caledonia-4                | Martha Feltus            | Republicano                | Lyndonville          | 2012             |
| Caledonia-4                | Richard Lawrence         | Republicano                | Lyndonville          | 2004             |
| Caledonia-Washington-1     | Kitty Beattie Toll       | Demócrata                  | Danville             | 2008             |
| Chittenden-1               | Anne Theresa O'Brien     | Demócrata                  | Richmond             | 2008             |
| Chittenden-2               | Terence Macaig           | Demócrata                  | Williston            | 2008             |
| Chittenden-2               | Jim McCullough           | Demócrata                  | Williston            | 2002             |
| Chittenden-3               | William Frank            | Demócrata                  | Underhill            | 2004             |
| Chittenden-3               | George Till              | Demócrata                  | Jericho              | 2008             |
| Chittenden-4-1             | Mike Yantachka           | Demócrata                  | Charlotte            | 2010             |
| Chittenden-4-2             | William J. Lippert       | Demócrata                  | Hinesburg            | 1992             |
| Chittenden-5-1             | Kate Webb                | Demócrata                  | Shelburne            | 2008             |
| Chittenden-5-2             | Joan Lenes               | Demócrata                  | Shelburne            | 2004             |
| Chittenden-6-1             | Joanna Cole              | Demócrata                  | Burlington           | 2012             |
| Chittenden-6-1             | Kurt Wright              | Republicano                | Burlington           | 2000             |
| Chittenden-6-2             | Jean O'Sullivan          | Demócrata                  | Burlington           | 2012†            |
| Chittenden-6-3             | Jill Krowinski           | Demócrata                  | Burlington           | 2012†            |
| Chittenden-6-3             | Curtis McCormack         | Demócrata                  | Burlington           | 2012             |
| Chittenden-6-4             | Christopher Pearson      | Progresista                | Burlington           | 2010             |
| Chittenden-6-4             | Kesha Ram                | Demócrata                  | Burlington           | 2008             |
| Chittenden-6-5             | Johannah Leddy Donovan   | Demócrata                  | Burlington           | 2000             |
| Chittenden-6-5             | Mary Sullivan            | Demócrata                  | Burlington           | 2008             |
| Chittenden-6-6             | Barbara Rachelson        | Demócrata                  | Burlington           | 2012             |
| Chittenden-6-7             | Clem Bissonnette         | Demócrata                  | Winooski             | 2008             |
| Chittenden-6-7             | Diana Gonzalez           | Progresista                | Winooski             | 2014             |
| Chittenden-7-1             | Martin Lalonde           | Demócrata                  | South Burlington     | 2014             |
| Chittenden-7-2             | Ann Pugh                 | Demócrata                  | South Burlington     | 1992             |
| Chittenden-7-3             | Helen Head               | Demócrata                  | South Burlington     | 2002             |
| Chittenden-7-4             | Maida Townsend           | Demócrata                  | South Burlington     | 2012             |
| Chittenden-8-1             | Debbie Evans             | Demócrata                  | Essex Town           | 2004             |
| Chittenden-8-1             | Linda Myers              | Republicano                | Essex Town           | 2000             |
| Chittenden-8-2             | Paul Dame                | Republicano                | Essex Junction       | 2014             |
| Chittenden-8-2             | Tim Jerman               | Demócrata                  | Essex Junction       | 2004             |
| Chittenden-8-3             | Robert Bancroft          | Republicano                | Westford             | 2014             |
| Chittenden-9-1             | Jim Condon               | Demócrata                  | Colchester           | 2004             |
| Chittenden-9-1             | Joey Purvis              | Republicano                | Colchester           | 2014             |
| Chittenden-9-2             | Patrick Brennan          | Republicano                | Colchester           | 2002             |
| Chittenden-9-2             | Maureen Dakin            | Demócrata                  | Colchester           | 2014             |
| Chittenden-10              | Ronald Hubert            | Republicano                | Milton               | 2008             |
| Chittenden-10              | Donald H. Turner         | Republicano                | Milton               | 2006†            |
| Essex-Caledonia            | Constance Quimby         | Republicano \| Republicano | Concord              | 2012             |
| Essex-Caledonia-Orleans    | Paul Lefebvre            | Republicano                | Island Pond          | 2014             |
| Franklin-1                 | Carolyn Whitney Branagan | Republicano                | Georgia              | 2002             |
| Franklin-2                 | Barbara Murphy           | Independiente              | Fairfax              | 2014             |
| Franklin-3-1               | Kathleen Keenan          | Demócrata                  | St. Albans City      | 1988             |
| Franklin-3-1               | Corey Parent             | Republicano                | St. Albans City      | 2014             |
| Franklin-3-2               | Eileen Dickinson         | Republicano                | St. Albans Town      | 2008             |
| Franklin-4                 | Marianna Gamache         | Demócrata                  | Swanton              | 2014             |
| Franklin-4                 | Brian K. Savage          | Republicano                | Swanton              | 2008             |
| Franklin-5                 | Stephen Beyor            | Republicano                | Highgate Springs     | 2012             |
| Franklin-5                 | Albert Pearce            | Republicano                | Richford             | 2008             |
| Franklin-6                 | Daniel Connor            | Demócrata                  | Fairfield            | 2012             |
| Franklin-7                 | Larry Fiske              | Republicano                | Enosburg Falls       | 2014             |
| Grand Isle-Chittenden-1    | Mitzi Johnson            | Demócrata                  | South Hero           | 2002             |
| Grand Isle-Chittenden-1    | Robert Krebs             | Demócrata                  | Grand Isle           | 2010†            |
| Lamoille-1                 | Heidi Scheurermann       | Republicano                | Stowe                | 2006             |
| Lamoille-2                 | Linda Martin             | Demócrata                  | Wolcott              | 2004             |
| Lamoille-2                 | Mark Woodward            | Demócrata                  | Johnson              | 2011†            |
| Lamoille-3                 | Bernard Juskiewicz       | Republicano                | Cambridge            | 2012             |
| Lamoille-Washington        | Avram Patt               | Demócrata                  | Worcester            | 2014             |
| Lamoille-Washington        | Shap Smith               | Demócrata                  | Morrisville          | 2002             |
| Orange-1                   | Susan Davis              | Progresista                | West Topsham         | 2006             |
| Orange-1                   | Rodney Graham            | Republicano                | Williamstown         | 2014             |
| Orange-2                   | Sarah Copeland-Hanzas    | Demócrata                  | Bradford             | 2004             |
| Orange-Caledonia           | Chip Conquest            | Demócrata                  | Wells River          | 2008             |
| Orange-Washington-Addison  | Patsy French             | Demócrata                  | Randolph             | 2002             |
| Orange-Washington-Addison  | Marjorie Ryerson         | Demócrata                  | Randolph             | 2013             |
| Orleans-1                  | Lynn Batchelor           | Republicano                | Derby Line           | 2010             |
| Orleans-1                  | Loren Shaw               | Republicano                | Derby                | 2012             |
| Orleans-2                  | Michael Marcotte         | Republicano                | Newport Town         | 2004             |
| Orleans-2                  | Gary Viens               | Republicano                | Newport City         | 2014             |
| Orleans-Caledonia          | Vicki Strong             | Republicano                | Irasburg             | 2010             |
| Orleans-Caledonia          | Sam Young                | Demócrata                  | West Glover          | 2010             |
| Orleans-Lamoille           | Mark Higley              | Republicano                | Lowell               | 2008             |
| Rutland-1                  | Patricia McCoy           | Republicano                | Poultney             | 2014             |
| Rutland-2                  | Thomas Burditt           | Republicano                | West Rutland         | 2010             |
| Rutland-2                  | Dave Potter              | Demócrata                  | Clarendon            | 2004             |
| Rutland-3                  | William Canfield         | Republicano                | Fair Haven           | 2004             |
| Rutland-3                  | Robert Helm              | Republicano                | Fair Haven           | 1990             |
| Rutland-4                  | Thomas Terenzini         | Republicano                | Rutland Town         | 2012             |
| Rutland-5-1                | Peter Fagan              | Republicano                | Rutland City         | 2008             |
| Rutland-5-2                | Lawrence Cupoli          | Republicano                | Rutland City         | 2012             |
| Rutland-5-3                | Herb Font-Russell        | Demócrata                  | Rutland City         | 2010             |
| Rutland-5-4                | Douglas Gage             | Republicano                | Rutland City         | 2012             |
| Rutland-6                  | Stephen Carr             | Demócrata                  | Brandon              | 2012             |
| Rutland-6                  | Butch Shaw               | Republicano                | Pittsford            | 2010             |
| Rutland-Bennington         | Robin Chestnut-Tangerman | Progresista                | Middletown Springs   | 2014             |
| Rutland-Windsor-1          | Job Tate                 | Republicano                | Mendon               | 2014             |
| Rutland-Windsor-2          | Dennis Devereux          | Republicano                | Belmont              | 2006             |
| Washington-1               | Anne Donahue             | Republicano                | Northfield           | 2002             |
| Washington-1               | Patti Lewis              | Republicano                | Berlin               | 2010             |
| Washington-2               | Robert LeClair           | Republicano                | Barre Town           | 2014             |
| Washington-2               | Francis McFaun           | Republicano                | Barre Town           | 2004             |
| Washington-3               | Paul Poirier             | Independiente              | Barre City           | 2008             |
| Washington-3               | Tommy Walz               | Demócrata                  | Barre City           | 2014             |
| Washington-4               | Mary Hooper              | Demócrata                  | Montpelier           | 2008             |
| Washington-4               | Warren F. Kitzmiller     | Demócrata                  | Montpelier           | 2000             |
| Washington-5               | Tony Klein               | Demócrata                  | Montpelier           | 2002             |
| Washington-6               | Janet Ancel              | Demócrata                  | Calais               | 2004             |
| Washington-7               | Maxine Jo Grad           | Demócrata                  | Moretown             | 2000             |
| Washington-7               | Adam Greshin             | Independiente              | Warren               | 2008             |
| Washington-Chittenden      | Rebecca Ellis            | Demócrata                  | Waterbury Center     | 2011†            |
| Washington-Chittenden      | Tom Stevens              | Demócrata                  | Waterbury            | 2008             |
| Windham-1                  | Michael Hebert           | Republicano                | Vernon               | 2010             |
| Windham-2-1                | Valerie Stuart           | Demócrata                  | Brattleboro          | 2010             |
| Windham-2-2                | Mollie S. Burke          | Progresista                | Brattleboro          | 2008             |
| Windham-2-3                | Tristan Toleno           | Demócrata                  | Brattleboro          | 2012             |
| Windham-3                  | Carolyn Partridge        | Demócrata                  | Windham              | 1998             |
| Windham-3                  | Matthew A. Trieber       | Demócrata                  | Bellows Falls        | 2011†            |
| Windham-4                  | David Deen               | Demócrata                  | Putney               | 1990             |
| Windham-4                  | Mike Mrowicki            | Demócrata                  | Putney               | 2008             |
| Windham-5                  | Emily Long               | Demócrata                  | Newfane              | 2014             |
| Windham-6                  | Ann Manwaring            | Demócrata                  | Wilmington           | 2006             |
| Windham-Bennington         | Laura Sibilia            | Independiente              | Dover                | 2014             |
| Windham-Bennington-Windsor | Oliver Olsen             | Independiente              | South Londonderry    | 2014             |
| Windsor-1                  | Jon Bartholomew          | Demócrata                  | Hartland             | 2010             |
| Windsor-1                  | Donna Sweaney            | Demócrata                  | Windsor              | 1996             |
| Windsor-2                  | Mark Huntley             | Demócrata                  | Ludlow               | 2012             |
| Windsor-3-1                | Leigh Dakin              | Demócrata                  | Chester              | 2010             |
| Windsor-3-2                | Alice Emmons             | Demócrata                  | Springfield          | 1982             |
| Windsor-3-2                | Robert Forguites         | Demócrata                  | North Springfield    | 2014             |
| Windsor-4-1                | Teo Zagar                | Demócrata                  | Barnard              | 2011†            |
| Windsor-4-2                | Kevin Christie           | Demócrata                  | White River Junction | 2010             |
| Windsor-4-2                | Gabrielle Lucke          | Demócrata                  | White River Junction | 2014             |
| Windsor-5                  | Alison Clarkson          | Demócrata                  | Woodstock            | 2004             |
| Windsor-Orange-1           | Sarah E. Buxton          | Demócrata                  | South Royalton       | 2010             |
| Windsor-Orange-2           | Timothy Briglin          | Demócrata                  | Thetford Center      | 2014             |
| Windsor-Orange-2           | Jim Masland              | Demócrata                  | Thetford Center      | 1998             |
| Windsor-Rutland            | Sandy Haas               | Progresista                | Rochester            | 2004             |